# 樽川神社
樽川神社（たるかわじんじゃ）は、北海道石狩市樽川332番地に所在する神社。旧社格は無格社。

## 歴史
- 1887年（明治20年） - 樽川村の入植者によって小祠が建立される[1]。
- 1904年（明治37年）5月 - 樽川神社創立を出願[1]。
- 1906年（明治39年）3月16日 - 創立を許可される[1]。
- 1946年（昭和21年）6月28日 - 宗教法人となる[1]。

## 祭神
- 天照皇大神（あまてらすすめおおかみ）
- 豊受大神（とようけのおおかみ）

## ギャラリー

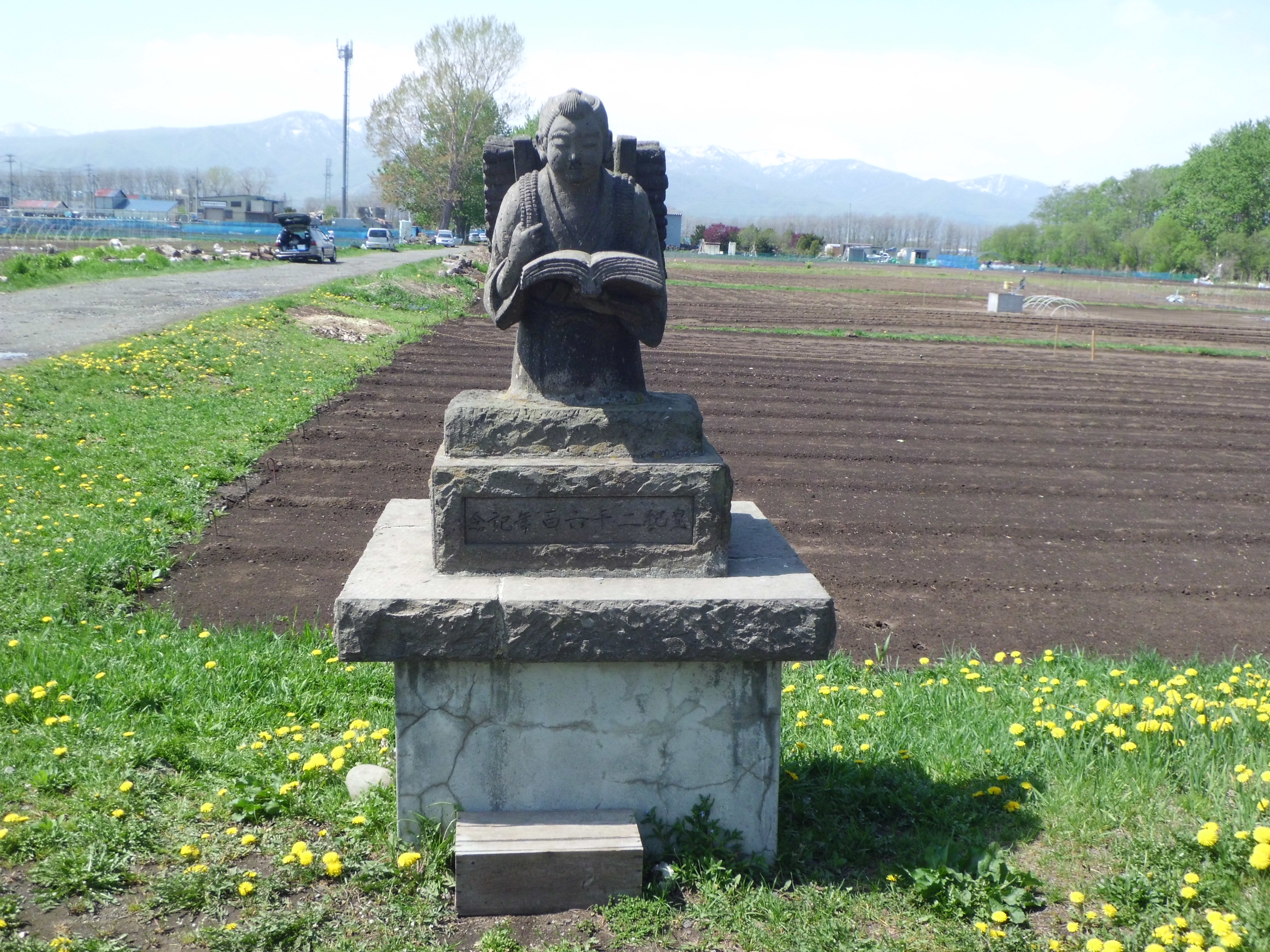
二宮金次郎像
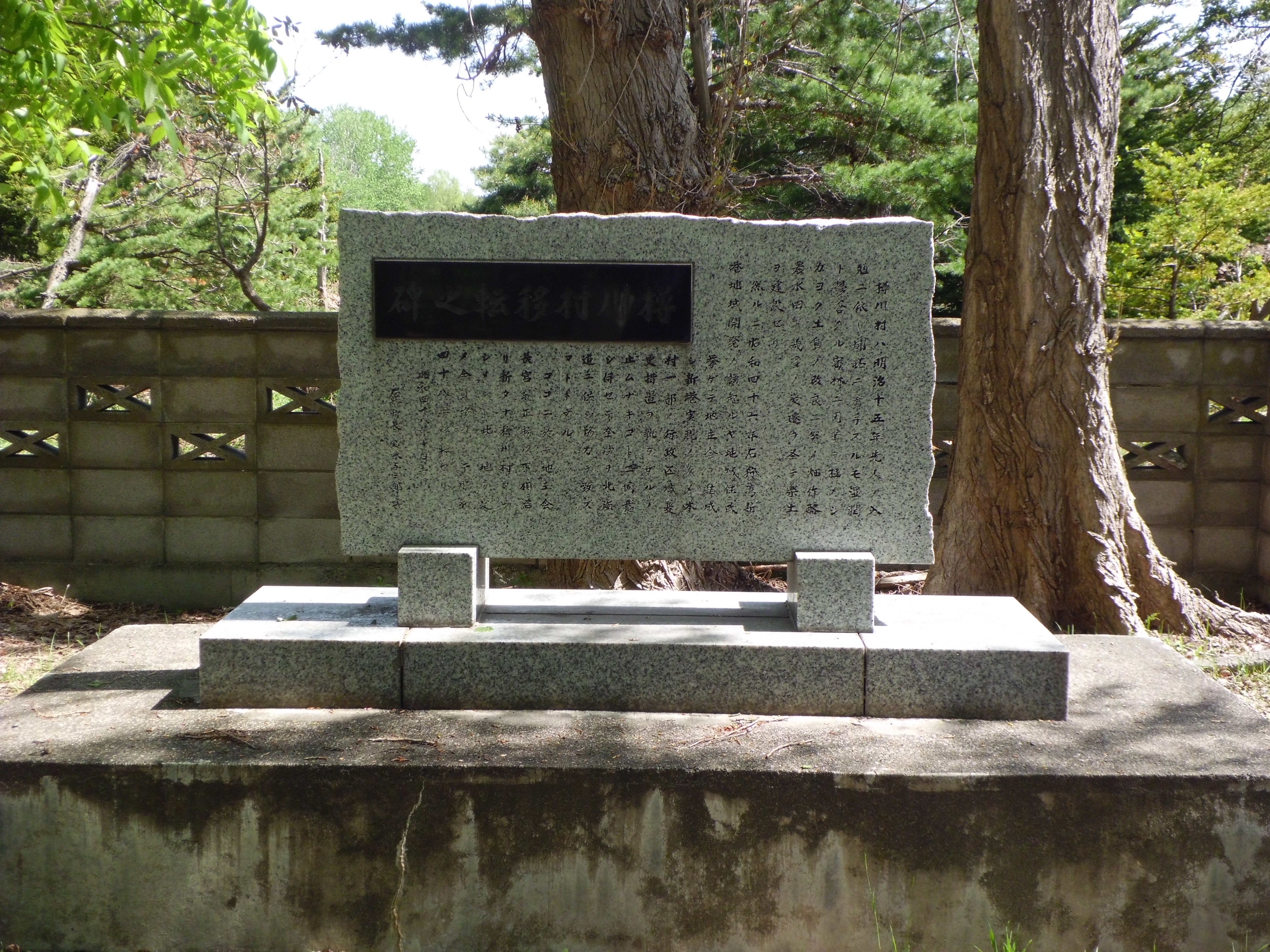
樽川村移転之碑
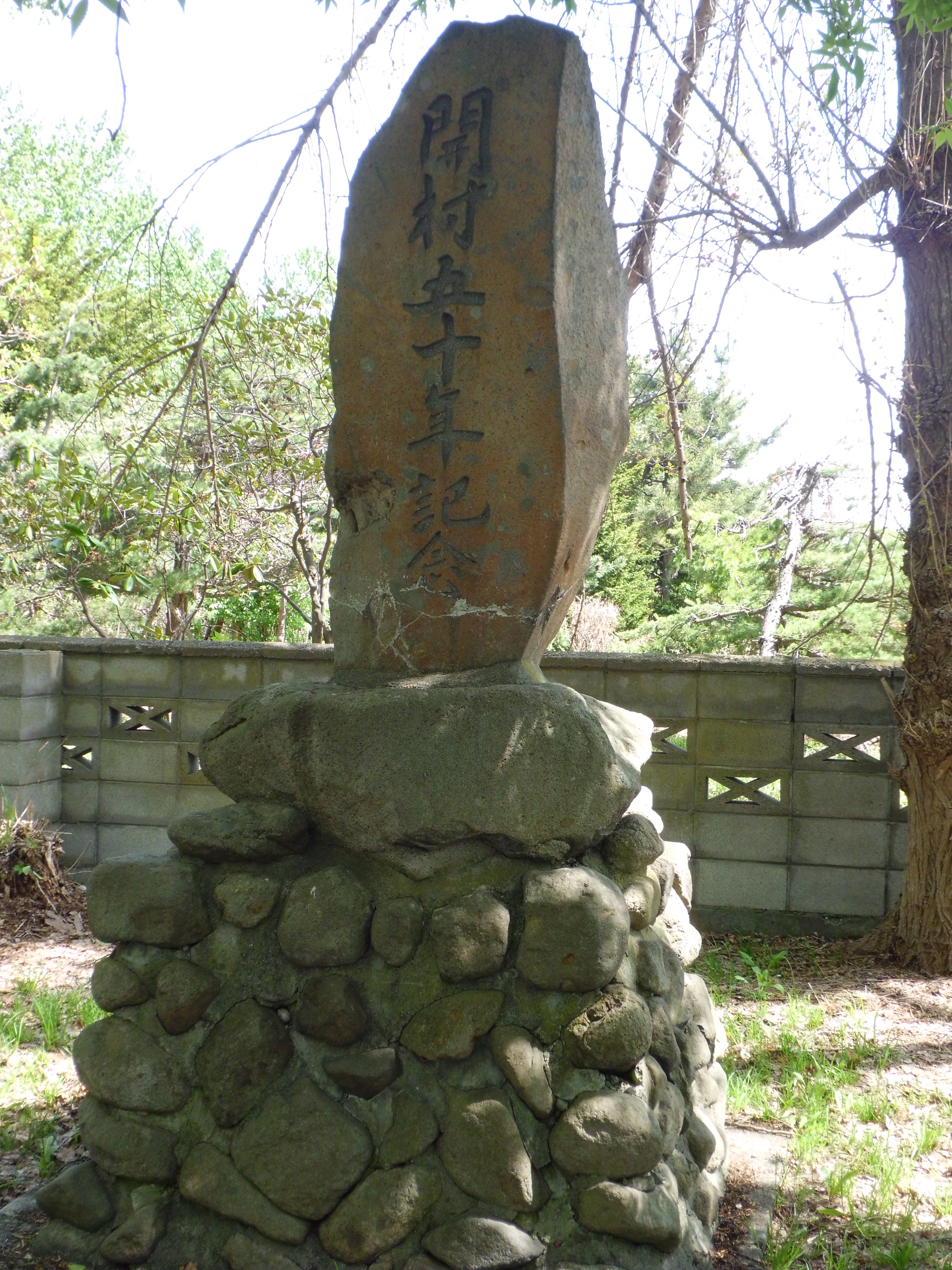
「開村五十年記念」碑
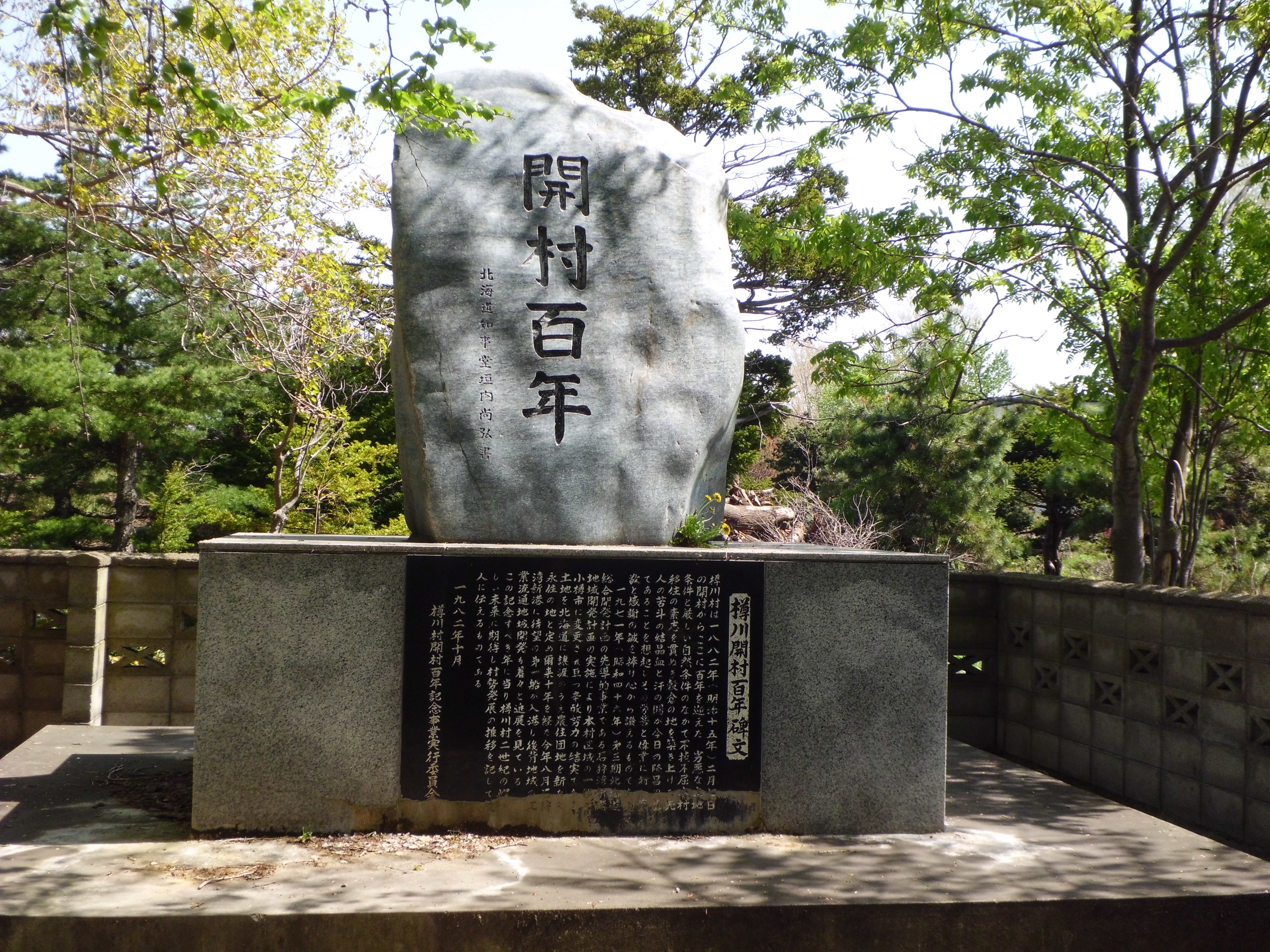
「開村百年」碑
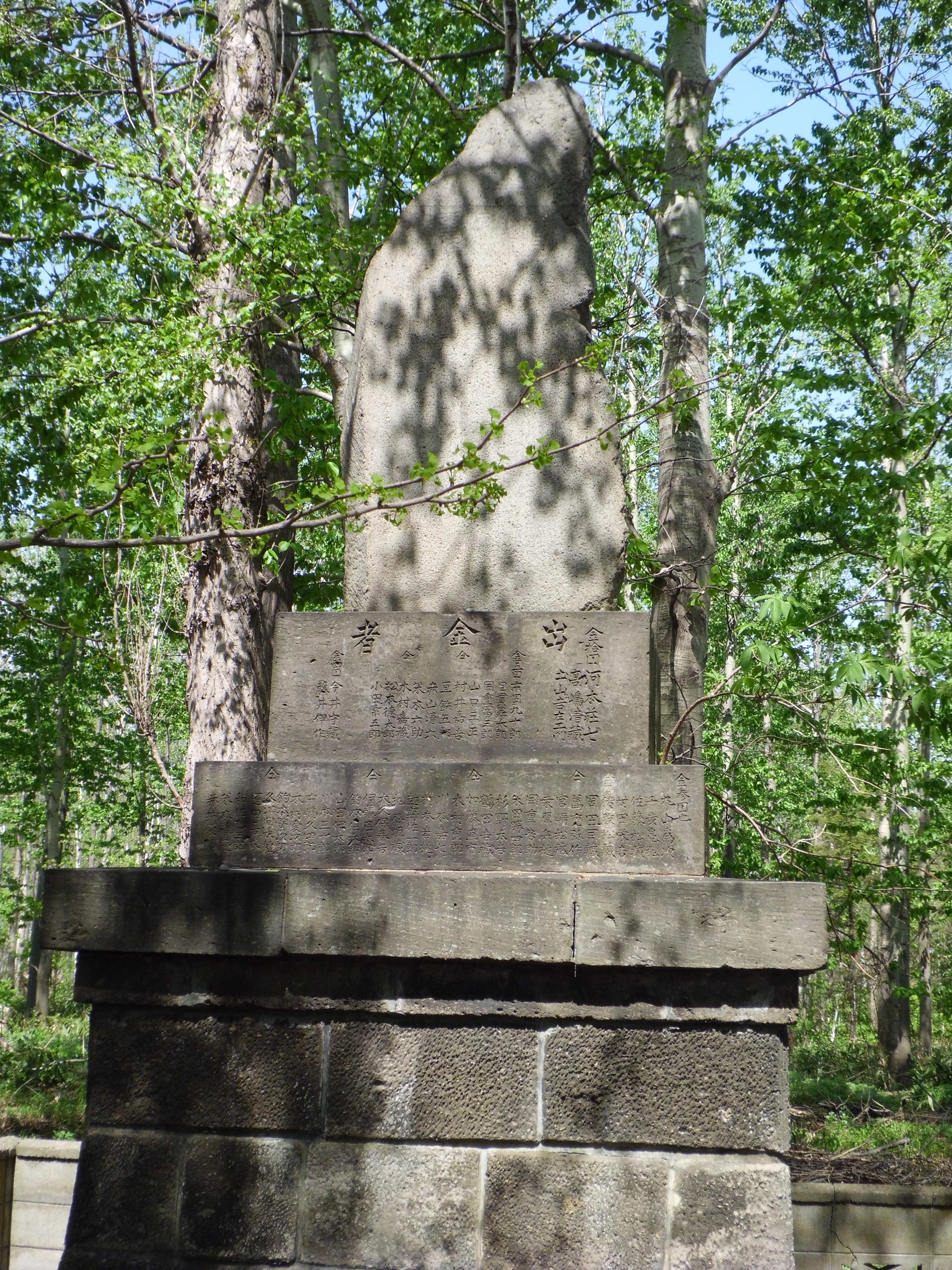
忠魂碑